# كاول
كاول (بالإنجليزية: Cawl)‏ هو طبق حساء مشهور في ويلز ومعناه مرق باللغة الويلزية ويتكون الحساء من لحم الخنزير أو لحم البقر المالح مع البطاطا واللفت السويدي والجزر وأحياناً يضاف له لحم الخروف و الكراث.